# Laurent Mazzilli
Laurent Mazzilli (o Mazzili; 17 novembre 1954) è un ex sciatore alpino francese.

## Biografia
Discesista e gigantista originario di La Tronche, esordì in Coppa del Mondo il 16 dicembre 1973 a Saalbach in slalom gigante classificandosi 10º: tale risultato sarebbe rimasto il migliore di Mazzilli nel massimo circuito internazionale. In quella stessa stagione 1973-1974 in Coppa Europa si piazzò 2º nella classifica di slalom gigante, mentre ai Mondiali di Sankt Moritz 1974, sua unica presenza iridata, sempre in slalom gigante non completò la gara. L'ultima gara della sua carriera agonistica fu lo slalom gigante di Coppa del Mondo disputato il 5 dicembre 1975 a Val-d'Isère, chiuso da Mazzilli al 28º posto; non prese parte a rassegne olimpiche.

## Palmarès

### Coppa del Mondo
- Miglior piazzamento in classifica generale: 59º nel 1974